# انتخابات در ایالات متحده آمریکا

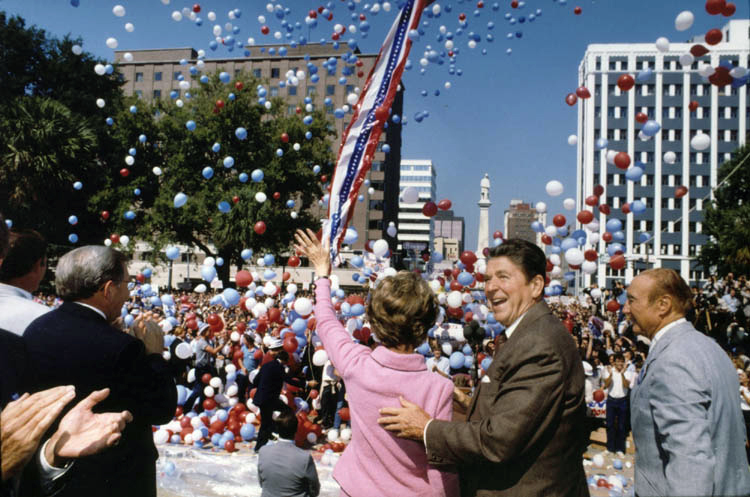
مراسم انتخاباتی رونالد ریگان

ایالات متحده آمریکا یک فدراسیون است که مقامات آن در سطوح فدرال (ملی)، ایالتی و محلی توسط شهروندان این کشور انتخاب می‌شوند. در سطح ملی، رئیس‌جمهور به عنوان رئیس کشور به‌طور غیر مستقیم توسط مردم و از طریق مجمع گزینندگان انتخاب می‌شود. امروزه اعضای این مجمع‌ها غالباً طبق آرای عمومی ایالت خود رأی می‌دهند. تمام اعضای مجلس قانونگذاری ملی (کنگره) به شکل مستقیم انتخاب می‌شوند. پست‌های انتخابی زیادی هم در سطح ایالتی وجود دارند و هر ایالت دارای یک فرماندار انتخابی و یک مجلس قانونگذاری است. نظام انتخاباتی در ایالات متحده آمریکا روندی است که نزدیک به یک سال به طول می‌انجامد. در سطوح محلی مثل شهرستان‌ها و شهرها نیز پست‌های انتخابی وجود دارد. بنابر پژوهش جنیفر لاولس استاد آمریکایی علوم سیاسی، ایالات متحده دارای ۵۱۹٬۶۸۲ مقام رسمی انتخابی در سال ۲۰۱۲ بوده‌است.
قوانین ایالتی بخش زیادی از جنبه‌های انتخابات را تنظیم می‌کنند. این جنبه‌ها شامل بخش مقدماتی، صلاحیت رای‌دهندگان (فراتر از آنچه که در قانون اساسی آمده)، تشکیل و اجرای مجمع گزینندگان هر ایالت و اجرای انتخابات سطوح ایالتی و محلی می‌شوند. قانون اساسی ایالات متحده در اصول یکم و دوم و همچنین در متمم‌های مختلف (تا حدی) انتخابات فدرال را تعریف کرده‌است. دولت فدرال چندین بار کوشیده است تا مشارکت انتخاباتی را با تصویب برخی قوانین افزایش دهد.
تأمین مالی انتخابات همیشه بحث‌برانگیز بوده‌است زیرا منابع خصوصی بخش اعظم هزینه‌های تبلیغاتی را به ویژه در انتخابات‌های فدرال تأمین می‌کنند. طرح تأمین مالی داوطلبانه‌ عمومی برای نامزدهایی که حاضر به قبول محدودیت مخارج انتخاباتی می‌شوند در سال ۱۹۷۴ برای انتخابات ریاست جمهوری در سطوح مقدماتی و پایانی معرفی شد. کمیسیون انتخابات فدرال که در سال ۱۹۷۵ در اجرای یکی از متمم‌های قانون تبلیغات انتخاباتی فدرال به وجود آمد موظف به اعلام هزینه‌های تبلیغاتی نامزدها، اِعمال مقرراتی همچون محدودیت‌ها و ممنوعیت‌های مشارکت‌های مالی و نظارت بر تأمین مالی انتخابات ریاست جمهوری است.

## مقدمه
یکی از اصول اساسی و مهم نظام سیاسی ایالات متحده آمریکا نظام نمایندگی است و می‌توان گفت در این کشور تقریباً بیش از هر کشور دیگری انتخابات برگزار می‌شود. این انتخابات در سطوح دولت فدرال، دولت‌های ایالتی و محلی برپا می‌شود. به عبارت دیگر تقریباً بسیاری از مشاغل از ریاست جمهوری تا مدیران مدارس یا فرودگاه‌ها توسط مردم برای دوره‌های مشخصی انتخاب می‌شوند.
بر اساس آمارهای موجود در سراسر ایالات متحده آمریکا، بیش از ۵۰۰ هزار شغل از طریق انتخابات توزیع می‌شود که ۵۳۷ سمت در سطح فدرال، ۸۰۰۰ سمت در سطح دولت‌های ایالتی، و ۴۹۴ هزار سمت نیز در سطح دولت‌های محلی است.
در سطح دولت فدرال، رئیس‌جمهور از طریق یک سیستم دو مرحله‌ای انتخابات از یک سو توسط مردم و از سوی دیگر توسط افراد منتخبی که موظف هستند فرد خاصی را انتخاب کنند (موسوم به مجمع گزینندگان electoral college) برای ۴ سال برگزیده می‌شود.

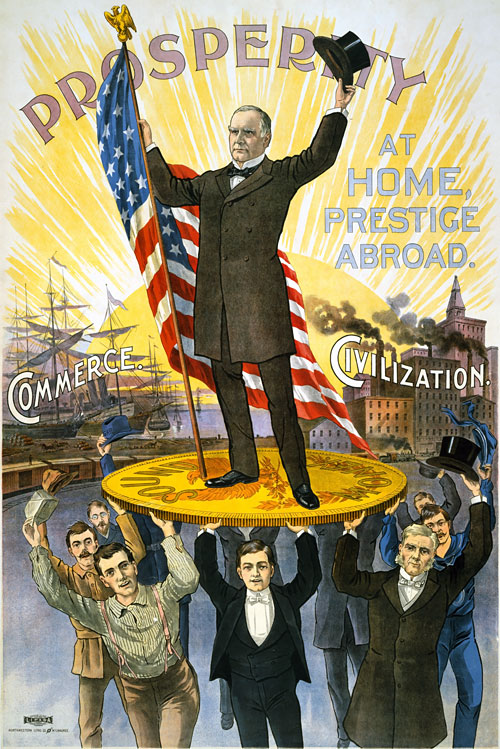
یک پوستر انتخاباتی از سال ۱۹۰۰

نمایندگان کنگره ایالات متحده آمریکا نیز مستقلاً توسط آراء مردم انتخاب می‌شوند. ملاک انتخاب نمایندگان مجلس نمایندگان جمعیت بخش‌های انتخاباتی است و به ازاء هر ۵۷۰ هزار نفر یک نماینده به مجلس نمایندگان راه پیدا می‌کند که تعداد ۴۳۵ نفر را شامل می‌شود. در حالیکه هر ایالت بدون احتساب بزرگی و کوچکی، ۲ نماینده (سناتور) در سنا دارد. بدین ترتیب تعداد سناتورها صرفاً ۱۰۰ نفر است که برای یک دوره ۶ ساله انتخاب می‌شوند.
تنها قوه‌ای که اعضاء آن از طریق غیر مستقیم برگزیده می‌شود، قوه قضائیه یا قضات دیوان عالی فدرال است. ۹ قاضی بلند پایه دیوان عالی فدرال آمریکا و همچنین قضات دیگر محاکم قضایی با معرفی رئیس‌جمهور و تصویب سنا انتخاب می‌شوند. مدت فعالیت قضات دیوان عالی فدرال مادام‌العمر است.
در سطح ایالت‌ها نیز، تقریباً همین روند تکرار می‌شود. فرمانداران به عنوان رؤسای قوای مجریه همانند رئیس‌جمهور برای ۴ سال برگزیده می‌شوند و هم‌زمان نیز نمایندگان مجالس قانونگذاری ایالتی انتخاب می‌گردند.

## رأی‌گیری

### روش
شایع‌ترین روش انتخابی در ایالات متحده نظام نخست‌نفری است که در آن نامزدِ حائزِ آرایِ بیشتر، برنده‌ِ مطلقِ انتخابات است. ممکن است در برخی جاها از نظام دو نوبتی استفاده شود. در این نظام اگر هیچ نامزدی حائز حد نصابِ موردِ نظر از آراء نشد دور جدیدی از انتخابات بین دو نامزدی که بیش از سایرین رأی آورده‌اند برگزار می‌شود.
از سال ۲۰۰۲ بسیاری از شهرهای آمریکا از نظام تفضیلی برای انتخابات‌های خود استفاده می‌کنند. رأی‌دهندگان به‌جای آنکه تنها به یک نفر رأی بدهند، اسامی نامزدها را بر اساس ترجیح خود مرتب کرده و به صندوق می‌اندازند. اگر نامزدی توانست بیش از نیمی از آراء را نصیب خود کند برنده است. در غیر این صورت، نامزدی که کمترین رأی را آورده حذف می‌شود. آرایی که به نامزد حذف‌شده داده شده‌اند دوباره شمارش شده و به ترتیبی که در هر برگه رأی نوشته شده به نامزدهای مورد نظر اختصاص می‌یابد. این روند آن قدر ادامه می‌یابد تا یک نامزد بتواند بیش از نیمی از آراء را به‌دست آورد.

### صلاحیت رأی‌دهندگان
معیار صلاحیت رأی‌دهندگان در قانون اساسی و مقررات ایالاتی مشخص شده‌است. قانون اساسی تأکید دارد که حق رأی را نمی‌توان به واسطه‌ نژاد یا رنگ پوست، جنسیت یا سن افرادی که هجده سال یا بیشتر دارند از کسی گرفت. تنها مجالس قانونگذاری ایالتی می‌توانند فراتر از این شرایط، صلاحیت‌های جدیدی برای رأی‌دهندگان تنظیم کنند. برخی از ایالت‌ها مجرمان به‌ویژه جانی‌ها را به مدت محدود یا تا ابد از رأی‌دادن محروم کرده‌اند. تخمین زده می‌شود که شمار آمریکایی‌های بالغی که به دلیل اتهامات جنایی فعلاً یا تا ابد صلاحیت رأی‌دادن ندارند حدود ۵٫۳ میلیون نفر باشد. در قوانین اساسی برخی از ایالات از گذشته افراد «دیوانه» یا «سفیه» از رأی‌دادن منع شده بودند اما امروزه این مسائل منسوخ شده و در حال حاضر تحت بررسی قرار دارند تا حذف شوند.

### ثبت‌نام از رای‌دهندگان
تمام ایالت‌ها به‌جز داکوتای شمالی از شهروندان می‌خواهند که پیش از شرکت در انتخابات ثبت‌نام نمایند. برخی از ایالت‌ها اجازه‌ ثبت‌نام در روز انتخابات را هم به رای‌دهندگان می‌دهند. رای‌دهندگان در گذشته تنها از طریق دفاتر ایالتی می‌توانستند اقدام به ثبت‌نام نمایند اما از میانه‌های دهه‌ ۱۹۹۰ دولت فدرال به منظور افزایش مشارکت، تلاش‌هایی برای ثبت‌نام آسان‌تر انجام داد. «قانون ملی ثبت‌نام رای‌دهندگان» در سال ۱۹۹۳ از ایالت‌هایی که به نوعی از وجوه فدرال تأمین می‌شدند می‌خواست که روند ثبت‌نام از شهروندان را آسان‌تر سازند، به این شکل که با استفاده از خدمات ثبت‌نام یکسان از طریق مراکز ثبت گواهینامه رانندگی، مراکز توانبخشی، مدارس، کتابخانه‌ها و ثبت‌نام پستی اقدام به این کار نمایند. ایالاتی که طبق قوانین خود به شهروندان اجازه‌ ثبت‌نام در روز انتخابات را می‌دهند از اجرای این قانون معاف هستند که در این میان می‌توان به ایالت‌های آیداهو، مینه‌سوتا، نیوهمپشایر، داکوتای شمالی، ویسکانسین و وایومینگ اشاره کرد.
شهروندان در بسیاری از ایالت‌ها می‌توانند هنگام ثبت‌نام وابستگی خود به یکی از احزاب ایالات متحده را مشخص نمایند. این اعلامِ وابستگی هزینه‌ای برای افراد ندارد و آن‌ها را ملزم به پرداخت ماهانه به حزب نمی‌کند. حزب نمی‌تواند یک رای‌دهنده را از اعلام وابستگی به خود منع نماید اما می‌تواند تقاضاهای عضویت کامل را رد کند. در برخی از ایالت‌ها تنها رای‌دهندگانی که وابسته به یک حزب هستند اجازه دارند در انتخابات مقدماتی حزب مذکور شرکت کنند. هیچ شهروندی ملزم به اعلام وابستگی حزبی نیست. برخی از ایالت‌ها مانند جورجیا، میشیگان، مینه‌سوتا، ویرجینیا، ویسکانسین و واشینگتن ثبت‌نام را به شکل غیرحزبی انجام می‌دهند.

### رأی‌دهی غیابی

یک نمونه از برگۀ رأی غیابی مربوط به شهر میلتون، نیوهمپشر. این برگه حاوی یک همه‌پرسی نیز می‌باشد که توسط مجلس قانونگذاری ایالتی گنجانده شده‌است.

رأی‌دهندگانی که نمی‌توانند یا نمی‌خواهند در روز انتخابات پای صندوق‌های رأی حاضر شوند می‌توانند رأی خود را با برگه‌ رأی غیابی بفرستند. این برگه‌ها معمولاً با پست ایالات متحده فرستاده و دریافت می‌شوند. برگه‌های رأی غیابی علی‌رغم نامشان اغلب شخصاً توسط شهروندان درخواست و تسلیم می‌گردند. در بیش از نیمی از سرزمین آمریکا مجوز «غیبت غیرموجه» نیز به شهروندان داده می‌شود تا بدین ترتیب لازم نباشد افراد، دلیلِ غیبت خود را ذکر کنند. دیگر ایالات، از غایبان می‌خواهند تا دلایلِ عدمِ حضورِ خود مثل سفر یا ناتوانی را به شکلِ مستند ذکر کنند تا امکانِ رأی‌دهی غیابی را داشته باشند. برخی از ایالت‌ها مثل کالیفرنیا و واشینگتن این امکان را به شهروندان می‌دهند تا به‌طورِ دائم به عنوانِ رأی‌دهنده غیابی ثبت‌نام کنند و پیش از هر انتخاباتی برگه‌ رأیِ غیابی را دریافت نمایند اما معمولاً در آمریکا هر رأی‌دهنده باید درخواستِ برگه‌ رأیِ غیابی را پیش از انتخابات مطرح کند.
بیشترین کاربرد رأی‌دهی غیابی برای آمریکایی‌هایی است که خارج از این کشور زندگی می‌کنند. کنگره آمریکا در سال ۱۹۸۶ قانون رأی‌دهی غیابی برای شهروندان ساکن خارج از کشور (UOCAVA) را تصویب کرد. این قانون به تمام هم‌وندان ایالات متحده که دارای یونیفرم هستند و پرسنل نیروهای کشتی‌های تجاری (Merchant Marine) و اعضای خانواده‌های آنها و تمام شهروندان ایالات متحده که خارج از آمریکا سکونت دارند اجازه می‌دهد که برای رأی‌دهی در تمام انتخابات‌های فدرال به صورت غیابی ثبت‌نام کرده و رأی دهند. پیش از تصویب این قانون نیز برخی ایالت‌ها دستورالعمل‌های مشابهی را اعمال می‌کردند اما این قانون این مسئله را ملی کرد. این اشخاص می‌توانند برگه‌های رأی خود را با خدمات ارسال محرمانه، نمابر یا ایمیل ارسال کنند.

### برگه‌های رأی پستی
برگه‌های رأی پستی شبیه به برگه‌های رأی غیابی هستند اما از این برگه‌ها برای حوزه‌های انتخابیه‌ای استفاده می‌شود که در روز انتخابات دارای حوزه‌ رأی‌گیری باز نیستند. همۀ برگه‌های رأی در ایالت‌های اورگن و واشینگتن توسط پست ارسال می‌شوند.

### رای‌دهی پیش از موعد
رای‌دهی پیش از موعد، روشی رسمی است که طی آن شهروندان می‌توانند پیش از روز انتخابات آرای خود را ارسال کنند. شهروندان آمریکایی در ۳۳ ایالت و واشنگتن دی‌سی بدون هیچ عذری می‌توانند رأی خود را پیش از موعد بدهند.

### تجهیزات رأی‌گیری
شهروندانی که رأی خود را در حوزه‌های رأی‌گیری می‌دهند برگه‌های خود را با دستگاه‌های رأی‌گیری اسکن نوری یا دستگاه‌های رأی‌گیری ضبط الکترونیک مستقیم ثبت کنند. معمولاً انتخاب نوع دستگاه رأی‌دهی توسط مقامات محلی حوزه‌ استحفاظی حوزه‌های انتخابی نظیر شهرستان‌ها، شهرها و بخش‌ها انجام می‌شود. بسیاری از این حوزه‌های محلی رأی‌گیری پس از سال ۲۰۰۰ به موجب قانون حمایت از رأی‌گیری در آمریکا (HAVA) اقدام به تغییر دستگاه‌های خود کردند. طبق این قانون دولت موظف بود تا هزینه‌های خرید دستگاه‌های جدید و جایگزینی آنها به جای دستگاه‌های اهرمی و پانچ‌کارتی را تأمین کند.

## سطوح انتخابات

### انتخابات فدرال
ایالات متحده آمریکا با نظام ریاستی اداره می‌شود. این بدان معنا است که انتخابات قوای مجریه و مقننه به‌طور جداگانه برگزار می‌شود. اصل یکم قانون اساسی این کشور بیان می‌کند هر انتخاباتی که برای ریاست‌جمهوری ایالات متحده برگزار می‌گردد باید در کل کشور ظرف یک روز صورت پذیرد. این در حالی است که انتخابات کنگره را می‌توان در زمان‌ها مختلف برگزار کرد. انتخابات‌های ریاست جمهوری و کنگره هر چهار سال یک بار به‌طور هم‌زمان برگزار می‌شوند. همچنین کنگره دارای انتخاباتی میان‌دوره است که هر دو سال انجام می‌گیرد.
شرط سنی قانون اساسی آمریکا برای اعضای مجلس نمایندگان این کشور ۲۵ سال است. نمایندگان این مجلس باید شهروند آمریکا باشند یا دست‌کم هفت سال از سکونت و تابعیت قانونی آن‌ها در خاک این کشور گذشته باشد. از سوی دیگر سناتورها باید دستکم ۳۰ سال سن داشته باشند و در آمریکا به دنیا آمده باشند و در آنجا به مدت چهارده سال اقامت کرده باشند. تنظیم معیارهای صلاحیت نامزدهایی که در نهایت نامشان روی برگه‌های رأی نوشته می‌شود بر عهدۀ قانونگذاران گذاشته شده‌است. با این حال هر نامزد برای ثبت نام خود در فهرست رأی‌دهندگان نهایی باید شمار مشخصی امضاء که مقدار آن را قانون تعیین کرده گردآوری کنند.

### انتخابات ریاست‌جمهوری
در انتخابات ریاست‌جمهوری آمریکا، رئیس‌جمهور و معاون اولش به همراه هم انتخاب می‌شوند. این انتخابات به شکل غیرمستقیم برگزار می‌گردد یعنی برنده از طریق رأی اعضای مجمع گزینندگان آمریکا انتخاب می‌شود. امروزه، رای‌دهندگان در هر ایالت به فهرستی از گزینندگانی که توسط احزاب گوناگون یا نامزدها مشخص شده‌اند رأی می‌دهند. گزینندگان از پیش قول می‌دهند تا در موعد انتخابات به نامزد حزبشان (که نامش معمولاً به جای برگۀ رأی رای‌دهندگان منفرد روی برگۀ رأی گزینندگان وجود دارد) رأی خواهند داد. برندۀ انتخابات نامزدی است که بتواند ۲۷۰ رأی از مجمع گزینندگان به دست آورد. این امکان وجود دارد که یک نامزد رأی گزینندگان را به دست آورد اما در سطح ملی رأی مردمی را از دست بدهد (یعنی در سطح ملی آرای کمتری نسبت به منتخب اول به دست آورد.) تا پیش از تصویب متمم دوازدهم قانون اساسی ایالات متحده مورخ ۱۸۰۴ نفر دوم انتخابات ریاست‌جمهوری به عنوان معاون اول انتخاب می‌شد.
مردم هر ایالت در نظام انتخاباتی آمریکا به صورت جداگانه و مستقل از ایالت‌های دیگر هم‌زمان در روز انتخابات نمایندگان کنگره سنا (هر ایالت دو سناتور دارد) و افرادی موسوم به مجمع گزینندگان را انتخاب می‌کنند. تعداد مجمع گزینندگان هر ایالت برابر با تعداد نمایندگان آن ایالت در کنگرهٔ فدرال به اضافهٔ ۲ (که همان تعداد نماینده سنای هر ایالت در سنای فدرال است) می‌باشد.
آرای مجمع گزینندگان هر ایالت توسط گروهی از گزینندگان داده می‌شود و هر گزیننده حق یک رأی دارد. شهروندان واشینگتن دی سی تا پیش از تصویب بیست و سومین متمم قانون اساسی مورخ ۱۹۶۱ نماینده یا گزیننده‌ای در مجمع گزینندگان نداشتند. امروزه گزینندگان غالباً خود را از پیش ملزم به رأی دادن به نامزد حزب می‌کنند و در نتیجه گزینندگانی که بر خلاف رأی مردمی ایالت خود رأی دهند، گزینندۀ بی‌وفا لقب می‌گیرند. موارد چنین رویدادهایی نیز خیلی نادر است. قانون هر ایالت مشخص می‌کند که گزینندگان آن ایالت چگونه باید رأی بدهند. در همۀ ایالت‌ها به جز مین و نبراسکا، نامزدی که بیشتر آرا را در ایالت ببرد، همۀ آرای گزینندگان را نیز می‌گیرد. از سال ۱۹۶۹ در ایالت مین و از ۱۹۹۱ در نبراسکا دو رأی مجمع گزینندگان به فردی که در تمام کشور برنده شده اعطا می‌شود و بقیه (دو رأی در مین و سه رأی در نبراسکا) به کسی که در حوزۀ انتخابیۀ ایالت حائز بیشترین رأی شده داده می‌شود.
از امتیازات سامانه گزینندگان ازدیاد نقش ایالت‌های کوچکتر است، هرچند ممکن است آرای عمومی در کل آمریکا به نفع کاندیدای دیگر باشد. به عنوان مثال جرج بوش در انتخابات سال ۲۰۰۰ در ایالت فلوریدا کمتر از ۱۰۰۰ رأی مردمی بیشتر از ال گور رأی به خود اختصاص داد. در نتیجه همهٔ مجمع گزینندگان مربوط به ایالت فلوریدا به نفع بوش رأی دادند و بوش پس از دو بار شمارش دستی آرا و با رأی دادگاه به ریاست جمهوری رسید. به این علت مسئله به دادگاه کشیده شد که ال گور برای سومین شمارش آرا مردمی فلوریدا به دیوان عالی شکایت کرد که این خواسته با مخالفت دیوان عالی مواجه شد. دادگاه حکم داد که شمارش آرا در ۲ نوبت قبلی قانونی و معتبر است و نیازی به شمارش آرا برای سومین بار نیست. در نتیجه مجامع گزینندگان فلوریدا به بوش رأی دادند و بوش رئیس‌جمهور شد. در آن سال ایالت فلوریدا برای انتخاب رئیس‌جمهور تعیین‌کننده بود. در ضمن برادر بوش در آن موقع فرماندار فلوریدا بود.

### انتخابات کنگره
کنگره دارای دو مجلس است: مجلس سنا و مجلس نمایندگان

#### انتخابات سنا
مجلس سنای آمریکا ۱۰۰ عضو دارد که هر کدام برای یک دورۀ شش ساله در حوزه‌های انتخابی دوکرسی انتخاب می‌شوند (دو کرسی برای هر ایالت). یک سوم از اعضای این مجلس هر دو سال یک بار از نو انتخاب می‌شوند. هر گروه از اعضایی که در هر دو سال با رای‌گیری مجدد مواجه می‌شوند را «کلاس» یا «دسته» می‌نامند. از میان هر کدام از این سه دسته، یکی باید رأس هر دو سال انتخاب مجدد شود. تا پیش از تصویب هفدهمین متمم قانون اساسی ایالات متحده در ۱۹۱۳، شیوۀ انتخاب سناتورها توسط هر ایالت تعیین می‌شد و بیشتر ایالت‌ها، سناتورها را از طریق مجالس قانونگذاری خود انتخاب می‌کردند و مجمع گزینندگان ایالتی دخالتی در این امر نداشت.

#### انتخابات مجلس نمایندگان

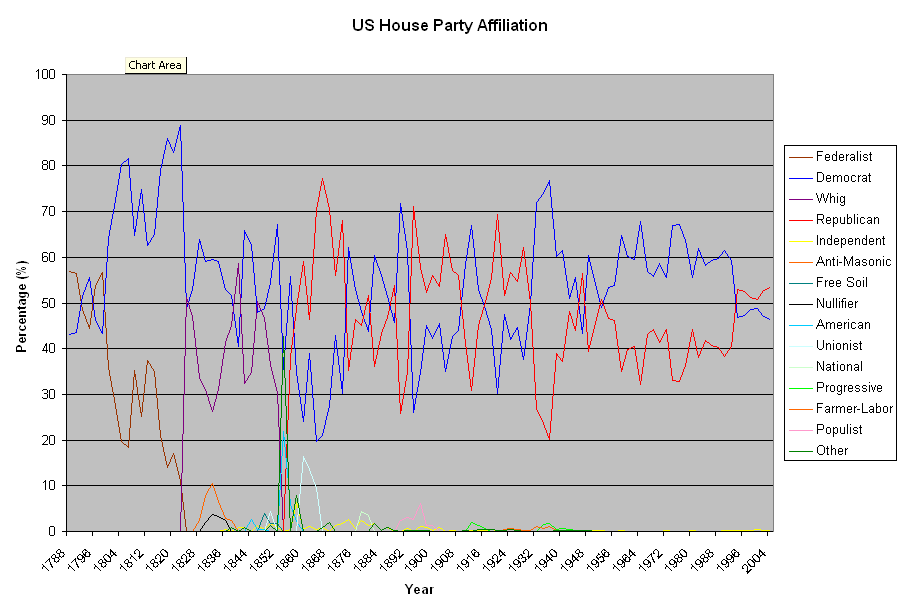
جدولی از توازن حزبی در مجلس نمایندگان آمریکا

مجلس نمایندگان آمریکا ۴۳۵ عضو دارد که در ایالت‌های تک‌کرسی به مدت دو سال انتخاب می‌شوند. انتخابات این مجلس هر دو سال یک بار در نخستین روز سه‌شنبه پس از روز اول نوامبر در سال‌های زوج برگزار می‌شود. امکان برگزاری انتخابات میان‌دوره‌ای در صورت مرگ یا استعفای یک نماینده وجود دارد. انتخابات مجلس نمایندگان به شکل نخست‌نفری در ۴۳۵ حوزۀ انتخابیه برگزار می‌شود. نمایندگان ناظر از واشینگتن، دی.سی. و سرزمین‌های ساموآی آمریکا، گوآم، جزایر ماریانای شمالی، پورتوریکو و جزایر ویرجین آمریکا نیز انتخاب می‌شوند.
برگزاری انتخابات این مجلس به صورت هر دو سال یک بار باعث تقارن آن با انتخابات ریاست جمهوری یا در میانۀ دورۀ یک رئیس‌جمهور می‌شود. نمایندۀ ناظر پورتوریکو که به صورت رسمی با عنوان نمایندۀ عالی رئیس‌جمهور در پورتوریکو شناخته می‌شود هر چهار سال یک بار با انتخابات رئیس‌جمهور تغییر می‌یابد.
از آنجا که کمیسیون‌های بازطراحی بخش‌ها در ایالت‌ها غالباً جهت‌گیری حزبی دارند، بخش‌ها معمولاً نوعی طراحی می‌شوند که به نفع نمایندگان حزب باشند. در طول چند دهۀ اخیر روند رو به افزایشی بین نمایندگان وجود داشته تا دست بالایی در مجلس نمایندگان داشته باشند و از انتخابات ۱۹۹۴ به بعد شمار کرسی‌هایی که پس از هر انتخابات تغییر یافته‌اند به طرز غیرمعمولی کم شده‌است. به دلیل کژحوزه‌بندی (دستکاری محدودۀ حوزه‌های انتخابیه) در آمریکا کمتر از ۱۰٪ از کرسی‌های مجلس نمایندگان در هر دوره به رقابت واقعی گذاشته می‌شوند. بیش از ۹۰٪ اعضای این مجلس هر دو سال به خاطر نبود رقابت انتخاباتی بار دیگر انتخاب می‌شوند. این دستکاری‌ها در کنار تقسیم‌بندی‌های قدیمی انتخابات سنا و همچنین مجامع گزینندگان باعث شده تا میان درصد واقعی حمایت مردم از احزاب سیاسی با میزان حضور این احزاب در مجلسین آمریکا اختلاف وجود داشته باشد.

### انتخابات ایالتی
قوانین ایالتی و قانون اساسی هر ایالت که توسط مجلس هر ایالت کنترل می‌شوند، انتخابات را در سطوح ایالتی و محلی تنظیم و اجرا می‌کنند. در سطح ایالتی مقامات بسیاری انتخاب می‌شوند. از آن جا که اصل تفکیک قوا در سطوح ایالتی و فدرال به‌طور یکسان اجرا می‌شود، مجلس قانون‌گذاری و قوۀ مجریه (فرماندار) جداگانه انتخاب می‌گردند. فرمانداران و معاونین آن‌ها در هر ایالت به‌طور جداگانه یا با هم انتخاب می‌شوند. فرمانداران سرزمین‌های ساموآی آمریکا، گوآم، جزایر ماریانای شمالی، پورتوریکو و جزایر ویرجین ایالات متحده نیز انتخابی هستند. سمت‌های اجرایی مانند دادستان کل و وزیر ایالت نیز در برخی از ایالت‌ها انتخابی هستند. همچنین تمام اعضای مجالس قانون‌گذاری و حوزه‌های قضایی نیز انتخابی هستند. در برخی ایالت‌ها، اعضای دیوان‌های عالی ایالتی و دیگر اعضای قضایی ایالتی هم انتخاب می‌شوند. پیشنهاد اصلاح قانون اساسی نیز در برخی ایالت‌ها به همه‌پرسی گذاشته می‌شود.
به منظور کاهش هزینه‌ها و تسهیل در اجرای انتخابات، در بسیاری از ایالت‌ها انتخابات ایالتی و محلی هم‌زمان با انتخابات ریاست‌جمهوری یا انتخابات‌های میان‌دوره‌ای برگزار می‌شوند. شمار کمی از ایالت‌ها نیز انتخابات خود را در سال‌های فرد (که انتخابات فدرال در آن‌ها وجود ندارد) برگزار می‌کنند.

### انتخابات محلی
در سطح محلی، مقام‌های شهرستان‌ها و شهرها به ویژه در قوۀ مقننه با انتخابات تعیین می‌شوند. انتخابی بودن سمت‌های اجرایی یا قضایی در آمریکا از شهرستان تا شهرستان دیگر و از شهر تا شهر دیگر متفاوت است. چند نمونه از سمت‌های محلی که توسط انتخابات برگزیده می‌شوند عبارتند از کلانترها در سطح شهرستان و شهرداران و اعضای انجمن‌های مدارس در سطح شهرها. انتخابات‌های محلی نیز مانند انتخاب‌های ایالتی هم‌زمان با انتخابات ریاست‌جمهوری، انتخابات میان‌دوره‌ای یا در سال‌هایی که انتخابات فدرال نیست برگزار می‌شوند.

## ویژگی‌های نظام انتخاباتی آمریکا

### نظام حزبی
مردم آمریکا به جای این که به احزاب رأی بدهند به نامزدهای مشخص رأی می‌دهند. در قانون اساسی آمریکا هیچ گاه احزاب مورد اشاره قرار نگرفته‌اند. پدران بنیان‌گذار آمریکا مانند الکساندر همیلتون و جیمز مدیسون هنگام نگارش قانون اساسی این کشور از دسته‌بندی‌های سیاسی زمان خود حمایت نمی‌کردند. همچنین جرج واشنگتن نخستین رئیس‌جمهور این کشور هنگام انتخابات یا دورۀ تصدی‌اش، هم‌وند هیچ حزب سیاسی نبود. از این گذشته وی امیدوار بود تا احزاب سیاسی در آمریکا هیچ گاه شکل نگیرند زیرا می‌ترسید که باعث کشمکش و ایستایی شوند. با این حال نخستین زمزمه‌های ایجاد نظام دوحزبی در آمریکا از درون حلقۀ نزدیک مشاورانش شنیده شد و همیلتون و مدیسون در نهایت رهبران مرکزی نظام حزبی این کشور شدند.
در نتیجه، نامزدها شخصاً می‌توانند حزبی را که می‌خواهند از طریق آن وارد انتخابات شوند را برگزینند. ساختار حزب در انتخابات مقدماتی بی‌طرف می‌ماند تا این که یک نامزد انتخاب شود. مرامنامۀ حزب بر اساس نامزد جدید نوشته می‌شود (این مسئله فقط مربوط به انتخابات ریاست‌جمهوری است و در دیگر انتخابات‌ها هیچ مرامنامه‌ای نوشته نمی‌شود.) هر نامزدی، اردوی تبلیغاتی و سازمان گردآوری پول مخصوص به خود را دارد. انتخابات مقدماتی در احزاب اصلی توسط ایالت‌ها سازماندهی می‌شوند. ایالت‌ها مسئولیت ثبت گرایش حزبی رأی‌دهندگان را نیز به عهده دارند (این وضعیت باعث شده تا کژحوزه‌بندی آسان‌تر شود). با این وضعیت، حزب تنها نقش سازمان‌دهندۀ تبلیغاتی را برای انتخابات اصلی به عهده دارد.
با این حال غالب انتخابات‌ها در آمریکا تبدیل به صحنۀ غیررسمی برای رقابت ملی بین احزاب سیاسی می‌شوند. اصطلاح Presidential Coattails (دنباله‌های ریاست‌جمهور) ناظر به این وضع است که نامزد ریاست‌جمهوری در آمریکا غالباً حامیان خود را به صحنه می‌آورد تا بعداً به نفع حزب وی برای احراز سایر پست‌ها رأی دهند و در نتیجه معمولاً پس از انتخاب یک رئیس‌جمهور، بیشتر اعضای کنگره از میان طرفداران حزب وی انتخاب می‌شوند. از سوی دیگر گاهی اوقات انتخابات‌های میان‌دوره به عنوان یک همه‌پرسی در مورد نوع عملکرد رئیس‌جمهور و حزب وی تلقی می‌شود. به‌طور سنتی حزب حاکم در انتخابات‌های میان‌دوره کرسی‌های بیشتری را از دست می‌دهد. شاید یکی از دلایل آن کاهش محبوبیت رئیس‌جمهور از زمان انتخابات باشد؛ شاید هم دلیل آن این باشد که محبوبیت رئیس‌جمهور، حامیان وی را تشویق به رأی دادن به وی در انتخابات ریاست‌جمهوری کرده اما همان حامیان با در نظر گرفتن این نکته که او در دور بعد اجازۀ حضور ندارد، علاقه‌ای به شرکت در انتخابات‌های دیگر پیدا نمی‌کنند.

### شرایط انتخاب‌شوندگان
شرایط انتخاب‌شوندگان که در آمریکا به آن «اجازۀ حضور در برگ رأی» (Ballot access) می‌گویند توسط قوانین هر ایالت مشخص می‌شوند. بنابر بخش چهارم از اصل یکم قانون اساسی آمریکا، اجازۀ تعیین زمان، مکان و شیوۀ برگزاری انتخابات‌های فدرال به ایالت‌ها داده می‌شود مگر آن که کنگره چیز دیگری تصویب نماید. در برخی از ایالت‌ها و تنها برای پست‌های خاص ایالتی می‌توان از شیوۀ نگارش به جای انتخاب اسم استفاده کرد؛ یعنی امکان افزودن نام کسی که طبق قانون نامش در فهرست برگۀ رأی نیامده وجود دارد. در این روش احتمال برنده‌شدن فرد مورد نظر بسیار بعید خواهد بود.

### تأمین مالی تبلیغات
تأمین مالی تبلیغات انتخاباتی همیشه یکی از جنجالی‌ترین مسائل در عرصۀ سیاست آمریکا بوده‌است. گاهی اوقات نامزدها، محدودیت‌هایی که علیه مخارج تبلیغاتی اعمال می‌شوند را با عنوان تخطی از اصل آزادی بیان (متمم نخست قانون اساسی) مورد انتقاد قرار می‌دهند. از سوی دیگر کمک‌های نجومی برخی از افراد و شرکت‌ها به نامزدها شائبۀ فساد را تقویت کرده و فریاد افرادی را که به دنبال برابری سیاسی هستند بر می‌انگیزاند. اصلی‌ترین منابع خصوصی تأمین مالی نامزدها، افراد و سازمان‌ها هستند. نخستین تلاش‌ها برای تنظیم مقررات مربوط به تأمین مالی تبلیغات در ۱۸۶۷ انجام شد اما قانون‌گذاری عمده در این زمینه به منظور اعمال در کل آمریکا تا دهۀ ۱۹۷۰ به تصویب نرسید.
پولی که به تبلیغات انتخاباتی اختصاص داده می‌شود را می‌توان به دو دستۀ «سخت» و «نرم» تقسیم کرد. پول سخت پولی است که مستقیماً توسط افراد یا سازمان‌ها به کمپین‌های تبلیغاتی داده می‌شود اما پول نرم به پول فرد یا سازمانی گفته می‌شود که مستقیماً در اختیار اردوگاه تبلیغاتی یک نامزد قرار نمی‌گیرد بلکه در جهت تبلیغ وی خرج شده یا به گروه‌های طرفدار او داده می‌شود. این پول‌ها توسط کمپین انتخاباتی نامزدها مدیریت نمی‌شوند.
قانون فدرال تبلیغات انتخاباتی مصوب ۱۹۷۱ از نامزدها می‌خواهد که منابع کمک‌های تبلیغاتی و هزینه‌های تبلیغات خود را اعلام کنند. این قانون در ۱۹۷۴ به منظور اعمال محدودیت بر میزان کمک‌های انتخاباتی مورد اصلاح قرار گرفت. این اصلاحات شامل ممنوعیت کمک شرکت‌ها و اتحادیه‌های تجاری می‌شد. محدودیت کمک‌های شخصی نیز ۱٬۰۰۰ دلار تعیین گردید. تأمین مالی از بخش عمومی برای اولین بار برای انتخابات مقدماتی و انتخابات اصلی در این اصلاحیه معرفی شد. همچنین این قانون محدودیت ۵٬۰۰۰ دلاری برای هر کمپین به ازای کمیته‌های کنش سیاسی قرار داد. محدودیت‌ها روی کمک‌های فردی و ممنوعیت کمک مستقیم از سوی شرکت‌ها یا اتحادیه‌های کارگری باعث افزایش شدید شمار کمیته‌های کنش سیاسی شد. این کمیته‌ها کمک‌های انتخاباتی را گردآوری کرده و آن‌ها را به کمپین تبلیغاتی کمک می‌کنند. امروزه بسیاری از اتحادیه‌های کارگری و شرکت‌ها کمیته‌های کنش سیاسی مخصوص به خود را دارند که به‌طور کل بیش از ۴۰۰۰ عدد از این کمیته‌ها شمارش شده‌است. اصلاحات ۱۹۷۴، کمیسیون فدرال انتخابات را هم بنیان گذاشت تا قوانین مالی مربوط به تبلیغات را اجرا کند. مقررات دیگری هم در این اصلاحات گنجانده شد مثلاً کمک یا هزینه‌کرد افراد خارجی در انتخابات آمریکا ممنوع اعلام شد.